# Corticoris pulchellus
Corticoris pulchellus är en insektsart som först beskrevs av Heidemann 1908.  Corticoris pulchellus ingår i släktet Corticoris och familjen ängsskinnbaggar. Inga underarter finns listade i Catalogue of Life.